# New York Knicks
New York Knicks, oficjalnie New York Knickerbockers – nowojorski klub koszykarski uczestniczący w rozgrywkach ligi NBA (Dywizja Atlantycka w Konferencji Wschodniej). Mecze domowe rozgrywają w położonej na Manhattanie hali Madison Square Garden.
Knicks powstali w 1946 roku. Występowali wówczas w lidze Basketball Association of America, która niedługo potem przekształcona została w NBA. W pierwszych latach istnienia ligi trzykrotnie awansowali do finałów, jednak największe sukcesy odnosili w latach 70. Trenowana przez Reda Holzmana drużyna zdobyła mistrzostwo NBA w 1970 i 1973 roku. W obu przypadkach najlepszym zawodnikiem finałów wybrano Willisa Reeda. Przez kolejnych dwadzieścia lat Knicks ani razu nie awansowali do finałów NBA, aż do sezonu 1993/1994. Prowadzona przez Pata Riley drużyna na czele z centrem Patrickiem Ewingiem przegrała jednak wówczas walkę o mistrzostwo 4:3 z Houston Rockets. Pięć lat później, już pod wodzą Jeffa Van Gundy, Knicks ponownie awansowali do finałów NBA, ulegając tym razem San Antonio Spurs 4:1. Od 2000 roku tylko pięć razy awansowali do playoffs, przy czym tylko raz udało im się przejść do drugiej rundy.
Związanych z Knicks było trzydziestu członków galerii sław. Trenerzy – Pat Riley oraz Red Holzman, a także zawodnik – Willis Reed zdobywali nagrodę odpowiednio najlepszego trenera i zawodnika sezonu.
Według Forbes to najbardziej wartościowa drużyna koszykarska i siódma najbardziej wartościowa drużyna sportowa na świecie. Ich wartość wyceniana jest na cztery miliardy dolarów.

## Historia

### 2008-2010: Nowy kierunek
W dniu 2 kwietnia 2008 roku, właściciel Knicks – James Dolan zatrudnił na stanowisku prezydenta zespołu kierującego wcześniej Indiana Pacers Donniego Walsha, który przejął obowiązki od Isiah Thomasa. Na wprowadzającej konferencji Walsh oznajmił, że nie zamierza być „zbawcą” zespołu, tylko będzie dążył do realizacji dwóch celów: zejścia poniżej salary cap i przywrócenia Knicks do rywalizacji z najlepszymi. Pierwszym ruchem kadrowym Walsha było zwolnienie z funkcji głównego trenera Thomasa, i zastąpienie go w dniu 13 maja 2008 roku Mikiem D’Antonim. D’Antoni podpisał czteroletnią umowę opiewającą na kwotę 24 milionów dolarów. Następnie Knicks, 20 maja, wybrali z szóstym numerem draftu NBA 2008 Danilo Gallinariego.
21 listopada 2008 roku, Knicks oddali w wymianie do Golden State Warriors swojego najlepszego strzelca w poprzednim sezonie Jamala Crawforda, otrzymując w zamian Ala Harringtona. Godzinę później pozbyli się oni również Zacha Randolpha i Mardy Collinsa, dostając w zamiano od Los Angeles Clippers Cuttino Mobleya i Tima Thomasa. Te ruchy były pierwszą częścią zapowiadanego czyszczenia budżetu klubowego przez Donniego Walsha, by latem 2010 roku powalczyć o najlepszych wolnych agentów, którymi byli LeBron James, Dwyane Wade, Chris Bosh i Amar’e Stoudemire. W lutym 2009 roku, Knicks wymienili też Tima Thomasa, Jerome Jamesa, i Anthony’ego Robersona do Chicago Bulls, Malika Rose’a do Oklahoma City Thunder za Chrisa Wilcoxa.
Od dawna trwające kontrowersje związane ze Stephonem Marburym zakończyły się, gdy obie strony zgodziły się na wykupienie przez Knicks jego kontraktu, co później pozwoliło Marubary’emu na podpisanie umowy z Boston Celtics. Mimo częstych zmian w składzie, Knicks w pierwszym sezonie pracy Mike D’Antoniego poprawili swój bilans o 9 zwycięstw, notując ich łącznie 32 oraz 50 porażek. Ów wydarzenie zbiegło się z zajęciem pierwszego miejsca w klasyfikacji double-double przez Davida Lee z wynikiem 62 podwójnych zdobyczy, a także ciągłym rozwojem statystycznym Nate’a Robinsona, i Wilsona Chandlera.
Podczas draftu NBA 2009, Knicks wybrali z ósmym numerem w Jordana Hilla. Pozyskali oni wtedy także Toneya Douglasa, którego otrzymali z Los Angeles Lakers za przyszłościowy wybór w drafcie. Niedługo potem Knicks dokonali wymiany z Memphis Grizzlies, w ramach której pozyskali oni Darko Miličića w zamian za Quentina Richardsona. Sezon Nowojorczycy rozpoczęli od dziewięciu porażek i jednego zwycięstwa w 10 kolejnych meczach, co było ich najgorszym startem w historii. Jednakże w grudniu poprawili swój bilans, wygrywając 9 z 15 spotkań. 24 stycznia, Knicks w meczu z Dallas Mavericks osiągnęli najgorszy wynik w historii w Madison Square Garden. Była to też druga w historii porażka Knicks 50 punktami.
17 lutego 2010 roku, Knicks pozbyli się Miličića w zamian za Briana Cardinala z Minnesoty Timberwolves. Dzień później oddali też rozgrywającego Nate’a Robinsona za Eddiego House’a. Dzięki temu transferowi Knicks zyskali też J.R. Giddensa i Billa Walkera. W kolejnej wymianie do Nowojorskiej drużyny trafił Tracy McGrady z Houston Rockets, a także Sergio Rodrígueza z Sacramento Kings. W zamian za nich Knicks oddali Larry’ego Hughesa, Jareda Jeffriesa i Jordana Hilla do Houston Rockets. Te wszystkie transfery sprawiły, że po sezonie Knicks mieli wolnych 30 milionów w salary cap. Trzy tygodnie po tych zamianach składu, Knicks pokonali w American Airlines Center Dallas Mavericks 128-94, co było ich największym zwycięstwem w sezonie. Jednakże Knicks odpadli z walki o playoffs już pod koniec marca, kończąc sezon bilansem 29–53.

### 2010-2012: Początek Big Three i show Lina

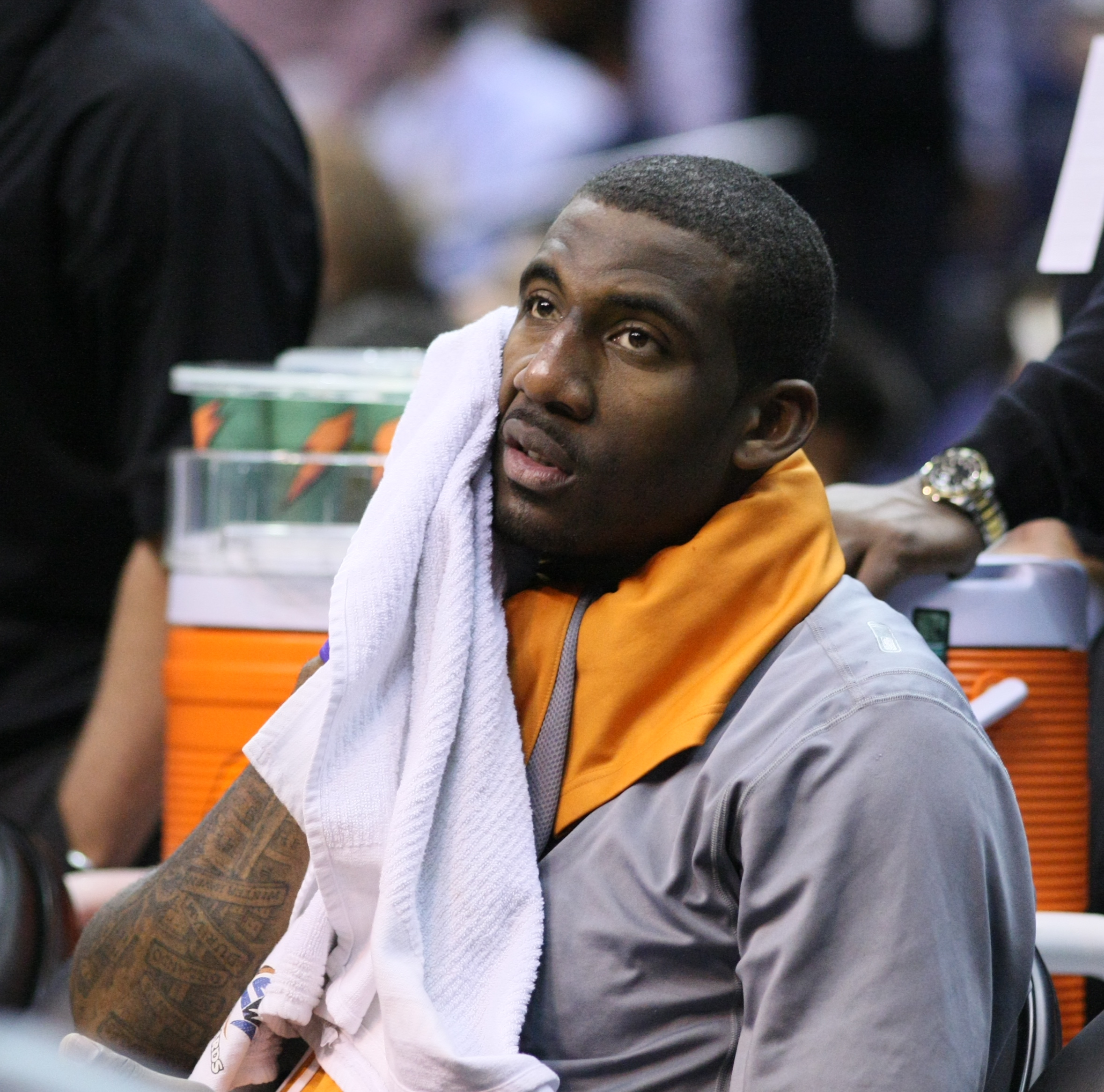
Przyjście Amar’e Stoudemire’a było punktem zwrotnym w historii Knicks.

Przed rozpoczęciem sezonu 2010/2012, Knicks mieli zamiar sprowadzić do swojego zespołu najlepszych zawodników ligi, a za główny cel obrano pozyskanie LeBrona Jamesa. Jednakże ten zawarł kontrakt z Miami Heat. 5 lipca 2011 roku, Knicks podpisali kontrakt z wolnym agentem Amar’e Stoudemire’em, realizując po części swój plan. Trzy dni później ogłoszono, że kontakt został zawarty na pięć lat i Stoudemire zarobi dzięki niemu 100 milionów dolarów. Ówczesny prezydent Knicks, Donnie Walsh stwierdził na konferencji prasowej, że uważa ten transfer za punkt zwrotny w historii zespołu. Knicks kontynuowali przebudowę składu, wymieniając do Golden State Warriors najlepszego punktującego zespołu w poprzednim sezonie Davida Lee, oraz podpisując kontrakty z Raymondem Feltonem i Timofiejem Mozgowem. Po wykonaniu tych wszystkich ruchów transferowych, Knicks po raz pierwszy od 2002 roku wyprzedali wszystkie karnety sezonowe.

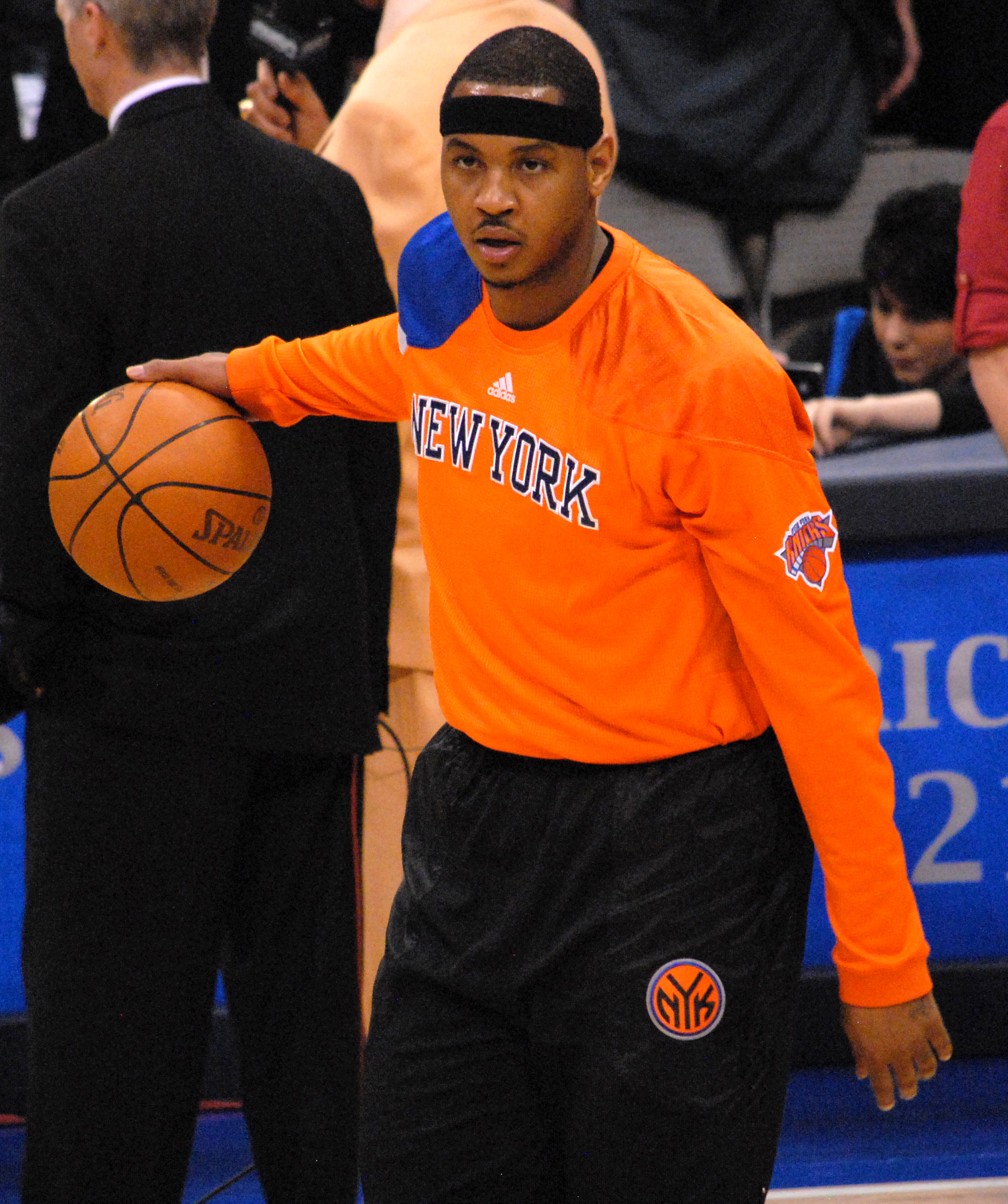
Popularny „Melo” dołączył do Knicks po wielomiesięcznych spekulacjach nazwanych przez media „Melodramatem”.

Mike D’Antoni opierając zespół o Stoudemire’a, oraz pozostały młody trzon zespołu, zbudowany z Feltona, Danilo Gallinariego, Mozgowa, Wilsona Chandlera i debiutanta Landry’ego Fieldsa, doprowadził ich do przerwy na All-Star Weekend z bilansem 28-26. Był to ich pierwszy raz od 2000, gdy w tym momencie sezonu mieli powyżej pięćdziesięciu procent zwycięstw. Po zakończeniu ASW, Knicks dokonali wymiany, która całkowicie zmieniła ich skład. 22 lutego pozyskali oni po kilku miesiącach spekulacji Carmela Anthony’ego z Denver Nuggets, a wraz z nim Chaunceya Billupsa, Sheldena Williamsa, Anthony’ego Cartera, Renaldo Balkmana oraz Coreya Brewera z Minnesoty Timberwolves. W zamian oddali tym obu drużynom Feltona, Chandlera, Mozgowa, Randolpha, Kosta Koufosa i Eddy’ego Curry’ego, oraz przyszłe wybory w drafcie.
Po zwycięstwie nad Cleveland Cavaliers 3 kwietnia 2010 roku, po raz pierwszy od 2004 roku, Knicks zapewnili sobie awans do rozgrywek pozasezonowych. Tydzień później, w spotkaniu z Indiana Pacers, Carmelo Anthony zapewnił drużynie pierwszy od 2000 roku dodatni bilans, trafiając zwycięski rzut, a potem blokując jeszcze odpowiedź Danny’ego Grangera. Knicks ostatecznie zakończyli swój udział w playoffs przegrywając 0:4 rywalizację z Boston Celtics. Mimo udanej przebudowy zespołu, pod koniec czerwca 2011, Donnie Walsh ogłosił, że nie zamierza w przyszłym sezonie powrócić do pełnienia roli prezydenta zespołu. Jego obowiązki tymczasowo przejął wówczas Glen Grunwald.

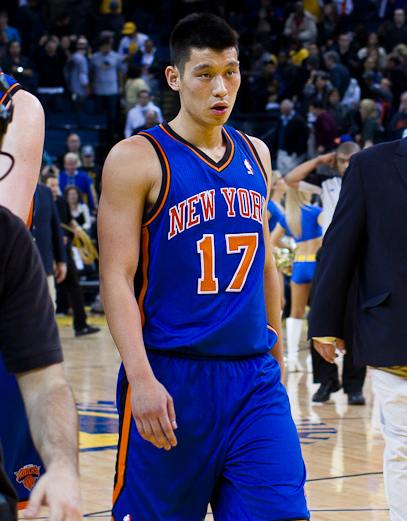
Jeremy Lin sprawił, że o Knicks zrobiło się głośno na całym świecie.

Sezon 2011/2012 stanął pod znakiem zapytania, kiedy 1 lipca 2012 David Stern ogłosił w NBA lokaut, jednakże zakończył on się pod koniec listopada. Pierwszego ruchu transferowego w przygotowaniach do sezonu, Knicks dokonali 10 grudnia, pozyskując na zasadzie sign and trade Tysona Chandler, który podpisał czteroletni kontrakt, opiewający się na kwotę 58 milionów dolarów. Transfer ten pociągnął za sobą konsekwencje, gdyż Knicks przekroczyli budżet, przez co zmuszeni byli zwolnić za pomocą amnestii Chaunceya Billupsa. Jego miejsce w skaldzie zajął Mike Bibby, który podpisał roczny kontrakt za kwotę minimum dla weterana. Knicks zatrudnili także innego rozgrywającego na podobnej umowie – Barona Davisa. Jednakże w początkowych tygodniach sezonu miejsce w pierwszym składzie zajmowali tylko Bibby i Toney Douglas, gdyż Davis leczył kontuzje. Czas ten był dla Knicks trudny, ponieważ obaj rozgrywający nie spełniali oczekiwań. Wkrótce jednak miejsce w pierwszej piątce zajął Iman Shumpert, a Douglas został odsunięty na ławkę. Na dodatek D’Antoni przesunął Anthony’ego na pozycję point forward, by zwiększyć tempo ofensywne zespoły, jednakże istniały obawy, że Anthony będzie przez zbyt długi czas trzymał piłkę, co miało przyczynić się do stagnacji ofensywnej Knicks.
Po porażce z Boston Celtics, Knicks osiągnęli bilans 8-15, a D’Antoni, 4 lutego 2012 w meczu przeciwko New Jersey Nets, włączył do składu trzeciego rozgrywającego – Jeremy’ego Lina, co zostało odebrane jako akt desperacji. Lin, który w obliczu kontuzji Imana Shumperta podpisał z Knicks kontrakt 27 grudnia, zanotował w tymże meczu 25 punktów i 7 asyst, zapewniając drużynie zwycięstwo. Po tym meczu zaczęto chwalić Lina za umiejętność prostego prowadzenia ofensyw Knicks, którzy mieli z tym kłopoty od początku sezonu. Jednakże nikt nie przypuszczał, że zagra on kolejny taki mecz. Niespodziewanie w kolejnym spotkaniu z Utah Jazz, D’Antoni znów postawił na Lina, a ten jeszcze poprawił swoje statystyki z poprzedniego meczu, i zanotował 28 punktów i 8 asyst. Po tym meczu NBA ogarnęło zjawisko nazwane później Linsanity – gracz Knicks stał się fenomenem publiczności, a miliony kibiców oglądały spotkania popularnych „Nowojorczyków”. Pod nieobecność Carmelo Anthony’ego i Amar’e Stoudemire’a w pięciu meczach, Lin poprowadził Knicks do siedmiu kolejnych zwycięstw, przywracając drużynie bilans ponad połowy zwycięstw. 18 lutego do zespołu dołączył także J.R. Smith, lecz mimo to po powrocie Anthony’ego, Knicks przegrali 7 z 8 kolejnych meczów, a Mike D’Antoni zrezygnował z pełnienia funkcji trenera. Jego miejsce początkowo tymczasowo zajął jego asystent – Mike Woodson.

### od 2012: Koncepcja Mike’a Woodsona
Pod wodzą Mike’a Woodsona, Knicks zakończyli sezon regularny z bilansem 18-6, zajmując siódme miejsce w konferencji i drugi sezon z rzędu awansując do playoffs, co było pierwszym awansem w minimum dwóch sezonach z rzędu od lat 1988–2001, gdy to brali udział w rozgrywkach pozasezonowych 13 razy z rzędu. Tam ich przeciwnikami byli Miami Heat, z którymi to przegrali pierwsze trzy mecze, ustanawiając najdłuższą serię porażek w playoffs w historii NBA – 13. Zespół osłabiony był brakiem trzech rozgrywających Jeremy’ego Lina, Barona Davisa i Imana Shumperta, którzy odnieśli kontuzję. Knicks wygrali mecz numer cztery, kończąc swoją passę porażek. Jednakże w 5 meczu ulegli oni z Heat 106:94, przegrywając całą serię wynikiem 4:1. Pomimo odpadnięcia już w pierwszej rundzie i spekulacji, że Woodson zostanie zwolniony, w dniu 25 maja został on zatrudniony jako pełnoetatowy trener Knicks.
Knicks rozpoczęli przygotowania do sezonu 2012/13 od wybrania z 48 numerem w drafcie NBA 2012 Kostasa Papanikolaoua. Tydzień później zatrudnili oni Jasona Kidda, który początkowo miał być mentorem dla Jeremy’ego Lina. Kolejnym ruchem Knicks było pozyskanie na zasadzie sign and trade Marcusa Camby’ego z Houston Rockets, wysalając w zamian Toneya Douglasa, Josha Harrellsona, Jerome Jordana, oraz wybory w drugich rundach draftów 2014 i 2015. Na tej samej zasadzie powrócił do zespołu po roku przerwy Raymond Felton, a wraz z nim Kurt Thomas, który grał w Knicks w latach 1998–2005. W dalszej części przygotowań do sezonu podpisali oni kontrakty z: J.R. Smithem, Steve’em Novakiem, Jamesem Whitem, Chrisem Copelandem, Ronniem Brewerem, oraz Pablo Prigionim, ale też utracili Landry’ego Fieldsa i Jeremy’ego Lina, który podpisał kontrakt z Houston Rockets. 2 października 2012 roku, zawodnikiem Knicks został powracający z zawieszenia kariery Rasheed Wallace.
Pod nieobecność Amar’e Stoudemire’a oraz Imana Shumperta, Knicks rozpoczęli sezon wygrywając pierwszych 6 spotkań, co było ich najlepszym wynikiem od 19 lat. Pierwszy miesiąc rozgrywek zakończyli z bilansem 11-4, ustanawiając tym samym najlepszy wynik od marca 2000 roku, gdy to mieli bilans 11-6. Głosami kibiców do pierwszej piątki Meczu Gwiazd NBA 2013 został wybrany Carmelo Anthony, a później jako rezerwowego wybrano Tysona Chandlera. Był to pierwszy raz od 2001 roku, kiedy to Knicks mieli dwóch zawodników w meczu gwiazd.

## Zawodnicy

### Kadra w sezonie 2023/24
Stan na 6 marca 2024
| Nr | Poz. | Nar.              | Nazwisko i imię     | Data urodzenia | Wzrost | Masa ciała |
| -- | ---- | ----------------- | ------------------- | -------------- | ------ | ---------- |
| 5  | F    | Nigeria           | Achiuwa, Precious   | 1999-09-19     | 203 cm | 110 kg     |
| 8  | F    | Wielka Brytania   | Anunoby, OG         | 1997-07-17     | 201 cm | 109 kg     |
| 44 | F    | Chorwacja         | Bogdanović, Bojan   | 1989-04-18     | 201 cm | 103 kg     |
| 4  | G    | Stany Zjednoczone | Brown, Charlie      | 1997-02-02     | 198 cm | 90 kg      |
| 11 | G    | Stany Zjednoczone | Brunson, Jalen      | 1996-08-31     | 188 cm | 86 kg      |
| 18 | G    | Stany Zjednoczone | Burks, Alec         | 1991-07-20     | 196 cm | 97 kg      |
| 0  | G    | Stany Zjednoczone | DiVincenzo, Donte   | 1997-01-31     | 193 cm | 92 kg      |
| 3  | G    | Stany Zjednoczone | Hart, Josh          | 1995-03-06     | 196 cm | 98 kg      |
| 55 | C/F  | /                 | Hartenstein, Isaiah | 1998-05-05     | 213 cm | 113 kg     |
| 2  | G    | Stany Zjednoczone | McBride, Miles      | 2000-09-08     | 188 cm | 88 kg      |
| 13 | G/F  | Stany Zjednoczone | Milton, Shake       | 1996-09-26     | 196 cm | 93 kg      |
| 30 | F    | Stany Zjednoczone | Randle, Julius      | 1994-11-29     | 203 cm | 113 kg     |
| 23 | C    | Stany Zjednoczone | Robinson, Mitchell  | 1998-04-01     | 213 cm | 109 kg     |
| 45 | C    | Stany Zjednoczone | Sims, Jericho       | 1998-10-20     | 208 cm | 113 kg     |
| 00 | F    | Stany Zjednoczone | Toppin, Jacob       | 2000-05-08     | 203 cm | 91 kg      |
| 1  | G    | /                 | Washington, Duane   | 2000-03-24     | 188 cm | 89 kg      |

Trener:  Tom Thibodeau
 Asystenci: Rick Brunson • Johnnie Bryant • Darren Erman • Andy Greer • Larry Greer

### Międzynarodowe prawa
| Draft | Runda | Wybór | Zawodnik               | Poz. | Nar.              | Obecny zespół                 | Adnotacje                     | Przyp.        |
| ----- | ----- | ----- | ---------------------- | ---- | ----------------- | ----------------------------- | ----------------------------- | ------------- |
| 2014  | 2     | 51    | Thanasis Antetokounmpo | F    | Grecja            | Westchester Knicks (D-League) |                               | [ 89 ]        |
| 2014  | 2     | 57    | Louis Labeyrie         | F/C  | Francja           | Paris-Levallois (Francja)     | Pozyskany od Indiana Pacers   | [ 90 ] [ 91 ] |
| 2009  | 2     | 56    | Ahmad Nivins           | F    | Stany Zjednoczone | ASVEL Basket (Francja)        | Pozyskany od Dallas Mavericks | [ 92 ]        |

## Trenerzy
- Neil Cohalan 1946–1947
- Joe Lapchick 1947–1956
- Vince Boryla 1956–1958
- Adrew Levane 1958–1959
- Carl Braun 1959–1961
- Eddie Donovan 1961–1965
- Harry Gallatin 1965
- Dick McGuire 1965–1967
- Red Holzman 1967–1977
- Willis Reed 1977–1978
- Red Holzman 1978–1982
- Hubie Brown 1982–1986
- Bob Hill 1986–1987
- Rick Pitino 1987–1989
- Stu Jackson 1989–1990
- John MacLeod 1990–1991
- Pat Riley 1991–1995

- Don Nelson 1995–1996
- Jeff Van Gundy 1996–2001
- Don Chaney 2001–2004
- Herb Williams 2004
- Lenny Wilkens 2004–2005
- Herb Williams 2005
- Larry Brown 2005–2006
- Isiah Thomas 2006–2008
- Mike D’Antoni 2008–2012
- Mike Woodson 2012–2014
- Derek Fisher 2014–2016
- Kurt Rambis 2016
- Jeff Hornacek 2016–2018
- David Fizdale 2018–2019
- Mike Miller 2019–2020
- Tom Thibodeau od 2020

## Zastrzeżone numery
- 10 – Walt Frazier (1967-1977)
- 12 – Dick Barnett (1965-1974)
- 15 – Dick McGuire (1949-1957)
- 15 – Earl Monroe (1971-1980)
- 19 – Willis Reed (1964-1974)
- 22 – Dave DeBusschere (1968-1974)
- 24 – Bill Bradley (1967-1977)
- 33 – Patrick Ewing (1985-2000)
- 613 – Red Holzman (1967-1977, 1978-1982: trener)

### Członkowie Koszykarskiej Galerii Sław
| New York Knicks Basketball Hall of Famers | New York Knicks Basketball Hall of Famers | New York Knicks Basketball Hall of Famers | New York Knicks Basketball Hall of Famers | New York Knicks Basketball Hall of Famers | New York Knicks Basketball Hall of Famers | New York Knicks Basketball Hall of Famers | New York Knicks Basketball Hall of Famers | New York Knicks Basketball Hall of Famers | New York Knicks Basketball Hall of Famers |
| Zawodnicy                                 | Zawodnicy                                 | Zawodnicy                                 | Zawodnicy                                 | Zawodnicy                                 | Zawodnicy                                 | Zawodnicy                                 | Zawodnicy                                 | Zawodnicy                                 | Zawodnicy                                 |
| Nr                                        | Zawodnik                                  | Poz.                                      | Sezony                                    | Rok wyboru                                | Nr                                        | Zawodnik                                  | Poz.                                      | Sezony                                    | Rok wyboru                                |
| ----------------------------------------- | ----------------------------------------- | ----------------------------------------- | ----------------------------------------- | ----------------------------------------- | ----------------------------------------- | ----------------------------------------- | ----------------------------------------- | ----------------------------------------- | ----------------------------------------- |
| 6                                         | Tom Gola                                  | G/F                                       | 1962–1966                                 | 1976                                      | 7                                         | Slater Martin                             | PG                                        | 1956                                      | 1982                                      |
| 8                                         | Walt Bellamy                              | C                                         | 1965–1968                                 | 1993                                      | 8 19                                      | Nathaniel Clifton                         | PF                                        | 1950–1956                                 | 2014                                      |
| 9                                         | Richie Guerin                             | PG                                        | 1956–1963                                 | 2013                                      | 10                                        | Walt Frazier                              | PG                                        | 1967–1977                                 | 1987                                      |
| 11                                        | Harry Gallatin                            | F/C                                       | 1948–1957                                 | 1991                                      | 11                                        | Bob McAdoo                                | F/C                                       | 1976–1979                                 | 2000                                      |
| 15                                        | Earl Monroe                               | G                                         | 1972–1980                                 | 1990                                      | 15                                        | Dick McGuire                              | G                                         | 1949–1957                                 | 1993                                      |
| 19                                        | Willis Reed                               | C                                         | 1964–1974                                 | 1982                                      | 22                                        | Dave DeBusschere                          | PF                                        | 1969–1974                                 | 1983                                      |
| 24                                        | Bill Bradley                              | SF/SG                                     | 1967–1977                                 | 1982                                      | 30                                        | Bernard King                              | SF                                        | 1982–1987                                 | 2013                                      |
| 32                                        | Jerry Lucas                               | C                                         | 1971–1974                                 | 1980                                      | 33                                        | Patrick Ewing                             | C                                         | 1985–2000                                 | 2008                                      |
| Zarząd                                    |                                           |                                           |                                           |                                           |                                           |                                           |                                           |                                           |                                           |
| Nr                                        | Trener                                    | Poz.                                      | Sezony                                    | Rok wyboru                                | Nr                                        | Trener                                    | Poz.                                      | Sezony                                    | Rok wyboru                                |
| 613                                       | Red Holzman                               | Trener                                    | 1967–1977, 1978–1982                      | 1986                                      | –                                         | Hubie Brown                               | Trener                                    | 1982–1986                                 | 2005                                      |
| –                                         | Larry Brown                               | Trener                                    | 2005–2006                                 | 2002                                      | –                                         | Don Nelson                                | Trener                                    | 1995–1996                                 | 2012                                      |
| –                                         | Rick Pitino                               | Trener                                    | 1987–1989                                 | 2013                                      | –                                         | Pat Riley                                 | Trener                                    | 1991–1995                                 | 2008                                      |
| –                                         | Lenny Wilkens                             | Trener                                    | 2004-2005                                 | 1998                                      | –                                         |                                           |                                           |                                           |                                           |

## Nagrody indywidualne

### Sezon
MVP
- Willis Reed – 1970

MVP Finałów
- Willis Reed – 1970, 1973

Debiutanci roku
- Willis Reed – 1965
- Patrick Ewing – 1986
- Mark Jackson – 1988

Rezerwowi roku
- Anthony Mason – 1995
- John Starks – 1997
- J.R. Smith – 2013

Obrońcy roku
- Tyson Chandler – 2012

NBA Most Improved Player Award
- Julius Randle – 2021

Trenerzy roku
- Red Holzman – 1970
- Pat Riley – 1993
- Tom Thibodeau – 2021

NBA Sportsmanship Award
- Jason Kidd – 2013

All-NBA First Team
- Harry Gallatin – 1954
- Walt Frazier – 1970, 1972, 1974–1975
- Willis Reed – 1970
- Bernard King – 1984, 1985
- Patrick Ewing – 1990

All-NBA Second Team
- Carl Braun – 1948, 1954
- Dick McGuire – 1951
- Harry Gallatin – 1955
- Richie Guerin – 1959–1960, 1962
- Willis Reed – 1967–1969, 1971
- Dave DeBusschere – 1969
- Walt Frazier – 1971, 1973
- Patrick Ewing – 1988–1989, 1991–1993, 1997
- Amar’e Stoudemire – 2011
- Carmelo Anthony – 2013
- Julius Randle – 2021

All-NBA Third Team
- Carmelo Anthony – 2012
- Tyson Chandler – 2012
- Julius Randle – 2023

NBA All-Defensive First Team
- Dave DeBusschere – 1969–1974
- Walt Frazier – 1969–1975
- Willis Reed – 1970
- Micheal Ray Richardson – 1981
- Charles Oakley – 1994
- Tyson Chandler – 2013

NBA All-Defensive Second Team
- Patrick Ewing – 1988–1989, 1992
- John Starks – 1993
- Charles Oakley – 1998
- Tyson Chandler – 2012

NBA All-Rookie First Team
- Art Heyman – 1964
- Willis Reed – 1965
- Jim Barnes – 1965
- Howard Komives – 1965
- Dick Van Arsdale – 1966
- Cazzie Russell – 1967
- Walt Frazier – 1968
- Phil Jackson – 1968
- Bill Cartwright – 1980
- Darrell Walker – 1984
- Patrick Ewing – 1986
- Mark Jackson – 1988
- Channing Frye – 2006
- Landry Fields – 2011
- Iman Shumpert – 2012
- Tim Hardaway Jr. - 2014
- Kristaps Porziņģis - 2016
- Willy Hernangómez - 2017

NBA All-Rookie Second Team
- Rod Strickland – 1989
- Langston Galloway – 2015
- Mitchell Robinson – 2019
- Immanuel Quickley – 2021

### NBA All-Star Weekend
Nominowani do All-Star Game
- Vince Boryla – 1951
- Harry Gallatin – 1951–1957
- Dick McGuire – 1951–1952, 1954–1956
- Max Zaslofsky – 1952
- Carl Braun – 1953–1957
- Nathaniel Clifton – 1957
- Richie Guerin – 1958–1963
- Willie Naulls – 1958, 1960–1962
- Kenny Sears – 1958–1959
- Johnny Green – 1962, 1963, 1965
- Tom Gola – 1963, 1964

- Len Chappell – 1964
- Willis Reed – 1965–1971
- Dick Barnett – 1968
- Dave DeBusschere – 1970–1974
- Walt Frazier – 1970-1976
- Bill Bradley – 1973
- Earl Monroe – 1975, 1977
- Bob McAdoo – 1977, 1978
- Bill Cartwright – 1980
- Micheal Ray Richardson – 1980–1982
- Bernard King – 1984, 1985
- Patrick Ewing – 1986, 1988–1997

- Mark Jackson – 1989
- Charles Oakley – 1994
- John Starks – 1994
- Allan Houston – 2000, 2001
- Latrell Sprewell – 2001
- David Lee – 2010
- Amar’e Stoudemire – 2011
- Carmelo Anthony – 2012–2017
- Tyson Chandler – 2013
- Kristaps Porziņģis – 2018
- Julius Randle – 2021, 2023, 2024
- Jalen Brunson – 2024

Uczestnicy Rookie Challenge
- John Wallace – 1997
- Channing Frye – 2006
- Nate Robinson – 2006
- David Lee – 2007
- Wilson Chandler – 2009
- Danilo Gallinari – 2010
- Landry Fields – 2011, 2012
- Jeremy Lin – 2012
- Tim Hardaway Jr. – 2014
- Kristaps Porziņģis – 2016, 2017
- Willy Hernangómez – 2017
- Frank Ntilikina – 2018
- Kevin Knox – 2019
- R.J. Barrett – 2020, 2021
- Quentin Grimes – 2023

Trenerzy All-Star Game
- Joe Lapchick – 1951, 1953–1954
- Red Holzman – 1970–1971
- Pat Riley – 1993
- Jeff Van Gundy – 2000

MVP All-Star Game
- Willis Reed – 1970
- Walt Frazier – 1975

Zwycięzcy konkursu wsadów
- Kenny Walker – 1989
- Nate Robinson – 2006, 2009, 2010

Zwycięzcy konkursu Skills Challange
- Kristaps Porziņģis – 2017

Zwycięzcy Shooting Stars
- Allan Houston – 2012
- Landry Fields – 2012

MVP Rookie Challenge
- David Lee – 2007

## Statystyczni liderzy NBA
Liderzy strzelców
- Carmelo Anthony – 2013
- Bernard King – 1985

Liderzy w zbiórkach
- Harry Gallatin – 1954

Liderzy w asystach
- Micheal Ray Richardson – 1980
- Dick McGuire – 1950

Liderzy w przechwytach
- Micheal Ray Richardson – 1980

Liderzy w skuteczności rzutów z gry
- Ken Sears – 1959–1960
- Tyson Chandler – 2012

Liderzy w skuteczności rzutów wolnych
- Allan Houston – 2003

Liderzy w skuteczności rzutów za 3 punkty
- Campy Russell – 1982
- Steve Novak – 2012

## Statystyczni liderzy wszech czasów klubu
(Sezon zasadniczy)
| Statystyka                     | Total  | Zawodnik       |
| ------------------------------ | ------ | -------------- |
| Punkty                         | 23 665 | Patrick Ewing  |
| Gry                            | 1039   | Patrick Ewing  |
| Zbiórki                        | 10 771 | Patrick Ewing  |
| Asysty                         | 4791   | Walt Frazier   |
| Przechwyty                     | 1114   | Patrick Ewing  |
| Bloki                          | 2758   | Patrick Ewing  |
| Minuty                         | 37 586 | Patrick Ewing  |
| Celne rzuty z gry              | 9260   | Patrick Ewing  |
| Oddane rzuty z gry             | 18 224 | Patrick Ewing  |
| Skuteczność rzutów z gry       | 67,9   | Tyson Chandler |
| Celne rzuty za 3 punkty        | 982    | John Starks    |
| Oddane rzuty za 3 punkty       | 2848   | John Starks    |
| Skuteczność rzutów za 3 punkty | 44,9   | Hubert Davis   |
| Celne rzuty wolne              | 5126   | Patrick Ewing  |
| Oddane rzuty wolne             | 6904   | Patrick Ewing  |
| Skuteczność rzutów wolnych     | 88,6   | Mike Glenn     |
| Zbiórki w ataku                | 2580   | Charles Oakley |
| Zbiórki w obronie              | 8191   | Patrick Ewing  |
| Straty                         | 3321   | Patrick Ewing  |

## Sukcesy
| Tytuł              | Liczba | Rok |
| ------------------ | ------ | --- |
| Mistrz NBA         | 2      | 1970, 1973 |
| Mistrz Konferencji | 8      | 1951, 1952, 1953, 1970, 1972, 1973, 1994, 1999 |
| Mistrz Dywizji     | 5      | 1971, 1989, 1993, 1994, 2013 |
| Występy w play-off | 42     | 1947, 1948, 1949, 1950, 1951, 1952, 1953, 1954, 1955, 1959, 1967, 1968, 1969, 1970, 1971, 1972, 1973, 1974, 1975, 1978, 1981, 1983, 1984, 1988, 1989, 1990, 1991, 1992, 1993, 1994, 1995, 1996, 1997, 1998, 1999, 2000, 2001, 2004, 2013, 2021, 2024, 2025 |
| Występy w play-in  | 0      | |

## Poszczególne sezony
Na podstawie:. Stan na koniec sezonu 2024/25
| Sezon           | Liga | Konferencja | Poz. w konf. | Dywizja  | Poz. w dyw. | Sezon regularny | Sezon regularny | Playoffs |
| Sezon           | Liga | Konferencja | Poz. w konf. | Dywizja  | Poz. w dyw. | Wyg.            | Por.            | Playoffs |
| --------------- | ---- | ----------- | ------------ | -------- | ----------- | --------------- | --------------- | --- |
| New York Knicks |      |             |              |          |             |                 |                 | |
| 1946/47         | NBA  | Wschodnia   | 3            | –        | –           | 33              | 27              | Wygrana w 1. rundzie z Cleveland Rebels (2-1) Porażka w półfinale Konf. z Philadelphia Warriors (0-2)                                                                                   |
| 1947/48         | NBA  | Wschodnia   | 2            | –        | –           | 26              | 22              | Porażka w 1. rundzie z Baltimore Bullets (1-2) |
| 1948/49         | NBA  | Wschodnia   | 2            | –        | –           | 32              | 28              | Wygrana w półfinale Konf. z Baltimore Bullets (2-1) Porażka w finale Konf. z Washington Capitols (1-2)                                                                                  |
| 1949/50         | NBA  | Wschodnia   | 2            | –        | –           | 40              | 28              | Wygrana w półfinale Konf. z Washington Capitols (2-0) Porażka w finale Konf. z Syracuse Nationals (1-2)                                                                                 |
| 1950/51         | NBA  | Wschodnia   | 3            | –        | –           | 36              | 30              | Wygrana w półfinale Konf. z Boston Celtics (2-0) Wygrana w finale Konf. z Syracuse Nationals (3-2) Porażka w finale NBA z Rochester Royals (3-4)                                        |
| 1951/52         | NBA  | Wschodnia   | 3            | –        | –           | 37              | 29              | Wygrana w półfinale Konf. z Boston Celtics (2-1) Wygrana w finale Konf. z Syracuse Nationals (3-1) Porażka w finale NBA z Minneapolis Lakers (3-4)                                      |
| 1952/53         | NBA  | Wschodnia   | 1            | –        | –           | 47              | 23              | Wygrana w półfinale Konf. z Baltimore Bullets (2-0) Wygrana w finale Konf. z Boston Celtics (3-1) Porażka w finale NBA z Minneapolis Lakers (1-4)                                       |
| 1953/54         | NBA  | Wschodnia   | 1            | –        | –           | 44              | 28              | System kołowy Porażka z Boston Celtics (0-2) Porażka z Syracuse Nationals (0-2) |
| 1954/55         | NBA  | Wschodnia   | 2            | –        | –           | 38              | 34              | Porażka w półfinale Konf. z Boston Celtics (1-2) |
| 1955/56         | NBA  | Wschodnia   | 4            | –        | –           | 35              | 37              | Porażka w meczu rozstrzygającym przed play-off z Syracuse Nationals (0-1) |
| 1956/57         | NBA  | Wschodnia   | 4            | –        | –           | 36              | 36              | |
| 1957/58         | NBA  | Wschodnia   | 4            | –        | –           | 35              | 37              | |
| 1958/59         | NBA  | Wschodnia   | 2            | –        | –           | 40              | 32              | Porażka w półfinale Konf. z Syracuse Nationals (0-2) |
| 1959/60         | NBA  | Wschodnia   | 4            | –        | –           | 27              | 48              | |
| 1960/61         | NBA  | Wschodnia   | 4            | –        | –           | 21              | 58              | |
| 1961/62         | NBA  | Wschodnia   | 4            | –        | –           | 29              | 51              | |
| 1962/63         | NBA  | Wschodnia   | 4            | –        | –           | 31              | 49              | |
| 1963/64         | NBA  | Wschodnia   | 4            | –        | –           | 22              | 58              | |
| 1964/65         | NBA  | Wschodnia   | 4            | –        | –           | 31              | 49              | |
| 1965/66         | NBA  | Wschodnia   | 4            | –        | –           | 30              | 50              | |
| 1966/67         | NBA  | Wschodnia   | 4            | –        | –           | 36              | 45              | Porażka w półfinale Konf. z Boston Celtics (1-3) |
| 1967/68         | NBA  | Wschodnia   | 3            | –        | –           | 43              | 39              | Porażka w półfinale Konf. z Philadelphia 76ers (2-4) |
| 1968/69         | NBA  | Wschodnia   | 3            | –        | –           | 54              | 28              | Wygrana w półfinale Konf. z Baltimore Bullets (4-0) Porażka w finale Konf. z Boston Celtics (2-4)                                                                                       |
| 1969/70         | NBA  | Wschodnia   | 1            | –        | –           | 60              | 22              | Wygrana w półfinale Konf. z Baltimore Bullets (4-3) Wygrana w finale Konf. z Milwaukee Bucks (4-1) Wygrana w finale NBA z Los Angeles Lakers (4-3)                                      |
| 1970/71         | NBA  | Wschodnia   | 1            | Atlantic | 1           | 52              | 30              | Wygrana w półfinale Konf. z Atlanta Hawks (4-1) Porażka w finale Konf. z Baltimore Bullets (3-4)                                                                                        |
| 1971/72         | NBA  | Wschodnia   | 3            | Atlantic | 2           | 48              | 34              | Wygrana w półfinale Konf. z Baltimore Bullets (3-1) Wygrana w finale Konf. z Boston Celtics (4-1) Porażka w finale NBA z Los Angeles Lakers (1-4)                                       |
| 1972/73         | NBA  | Wschodnia   | 3            | Atlantic | 2           | 57              | 25              | Wygrana w półfinale Konf. z Baltimore Bullets (4-1) Wygrana w finale Konf. z Boston Celtics (4-3) Wygrana w finale NBA z Los Angeles Lakers (4-1)                                       |
| 1973/74         | NBA  | Wschodnia   | 3            | Atlantic | 2           | 49              | 33              | Wygrana w półfinale Konf. z Capital Bullets (4-3) Porażka w finale Konf. z Boston Celtics (1-4)                                                                                         |
| 1974/75         | NBA  | Wschodnia   | 5            | Atlantic | 3           | 40              | 42              | Porażka w 1. rundzie z Houston Rockets (1-2) |
| 1975/76         | NBA  | Wschodnia   | 7            | Atlantic | 4           | 38              | 44              | |
| 1976/77         | NBA  | Wschodnia   | 7            | Atlantic | 3           | 40              | 42              | |
| 1977/78         | NBA  | Wschodnia   | 5            | Atlantic | 2           | 43              | 39              | Wygrana w 1. rundzie z Cleveland Cavaliers (2-0) Porażka w półfinale Konf. z Philadelphia 76ers (0-4)                                                                                   |
| 1978/79         | NBA  | Wschodnia   | 7            | Atlantic | 4           | 31              | 51              | |
| 1979/80         | NBA  | Wschodnia   | 7            | Atlantic | 4           | 39              | 43              | |
| 1980/81         | NBA  | Wschodnia   | 4            | Atlantic | 3           | 50              | 32              | Porażka w 1. rundzie z Chicago Bulls (0-2) |
| 1981/82         | NBA  | Wschodnia   | 10           | Atlantic | 5           | 33              | 49              | |
| 1982/83         | NBA  | Wschodnia   | 5            | Atlantic | 4           | 44              | 38              | Wygrana w 1. rundzie z New Jersey Nets (0-2) Porażka w półfinale Konf. z Philadelphia 76ers (0-4)                                                                                       |
| 1983/84         | NBA  | Wschodnia   | 5            | Atlantic | 3           | 47              | 35              | Wygrana w 1. rundzie z Detroit Pistons (3-2) Porażka w półfinale Konf. z Boston Celtics (3-4)                                                                                           |
| 1984/85         | NBA  | Wschodnia   | 10           | Atlantic | 5           | 24              | 58              | |
| 1985/86         | NBA  | Wschodnia   | 11           | Atlantic | 5           | 23              | 59              | |
| 1986/87         | NBA  | Wschodnia   | 11           | Atlantic | 5           | 24              | 58              | |
| 1987/88         | NBA  | Wschodnia   | 8            | Atlantic | 3           | 38              | 44              | Porażka w 1. rundzie z Boston Celtics (1-3) |
| 1988/89         | NBA  | Wschodnia   | 2            | Atlantic | 1           | 52              | 30              | Wygrana w 1. rundzie z Philadelphia 76ers (3-0) Porażka w półfinale Konf. z Chicago Bulls (2-4)                                                                                         |
| 1989/90         | NBA  | Wschodnia   | 5            | Atlantic | 3           | 45              | 37              | Wygrana w 1. rundzie z Boston Celtics (3-2) Porażka w półfinale Konf. z Detroit Pistons (1-4)                                                                                           |
| 1990/91         | NBA  | Wschodnia   | 8            | Atlantic | 3           | 39              | 43              | Porażka w 1. rundzie z Chicago Bulls (0-3) |
| 1991/92         | NBA  | Wschodnia   | 4            | Atlantic | 2           | 51              | 31              | Wygrana w 1. rundzie z Detroit Pistons (3-2) Porażka w półfinale Konf. z Chicago Bulls (3-4)                                                                                            |
| 1992/93         | NBA  | Wschodnia   | 1            | Atlantic | 1           | 60              | 22              | Wygrana w 1. rundzie z Indiana Pacers (3-1) Wygrana w półfinale Konf. z Charlotte Hornets (4-1) Porażka w finale Konf. z Chicago Bulls (2-4)                                            |
| 1993/94         | NBA  | Wschodnia   | 2            | Atlantic | 1           | 57              | 25              | Wygrana w 1. rundzie z New Jersey Nets (3-1) Wygrana w półfinale Konf. z Chicago Bulls (4-3) Wygrana w finale Konf. z Indiana Pacers (4-3) Porażka w finale NBA z Houston Rockets (3-4) |
| 1994/95         | NBA  | Wschodnia   | 3            | Atlantic | 2           | 55              | 27              | Wygrana w 1. rundzie z Cleveland Cavaliers (3-1) Porażka w półfinale Konf. z Indiana Pacers (3-4)                                                                                       |
| 1995/96         | NBA  | Wschodnia   | 5            | Atlantic | 2           | 47              | 35              | Wygrana w 1. rundzie z Cleveland Cavaliers (3-1) Porażka w półfinale Konf. z Chicago Bulls (1-4)                                                                                        |
| 1996/97         | NBA  | Wschodnia   | 3            | Atlantic | 2           | 57              | 25              | Wygrana w 1. rundzie z Charlotte Hornets (3-0) Porażka w półfinale Konf. z Miami Heat (3-4)                                                                                             |
| 1997/98         | NBA  | Wschodnia   | 7            | Atlantic | 2           | 43              | 39              | Wygrana w 1. rundzie z Miami Heat (3-2) Porażka w półfinale Konf. z Indiana Pacers (1-4)                                                                                                |
| 1998/99         | NBA  | Wschodnia   | 8            | Atlantic | 4           | 27              | 23              | Wygrana w 1. rundzie z Miami Heat (3-2) Wygrana w półfinale Konf. z Atlanta Hawks (4-0) Wygrana w finale Konf. z Indiana Pacers (4-2) Porażka w finale NBA z San Antonio Spurs (1-4)    |
| 1999/00         | NBA  | Wschodnia   | 3            | Atlantic | 2           | 50              | 32              | Wygrana w 1. rundzie z Toronto Raptors (3-0) Wygrana w półfinale Konf. z Miami Heat (4-3) Porażka w finale Konf. z Indiana Pacers (2-4)                                                 |
| 2000/01         | NBA  | Wschodnia   | 4            | Atlantic | 3           | 48              | 34              | Porażka w 1. rundzie z Toronto Raptors (2-3) |
| 2001/02         | NBA  | Wschodnia   | 13           | Atlantic | 7           | 30              | 52              | |
| 2002/03         | NBA  | Wschodnia   | 10           | Atlantic | 6           | 37              | 45              | |
| 2003/04         | NBA  | Wschodnia   | 7            | Atlantic | 3           | 39              | 43              | Porażka w 1. rundzie z New Jersey Nets (0-4) |
| 2004/05         | NBA  | Wschodnia   | 12           | Atlantic | 5           | 33              | 49              | |
| 2005/06         | NBA  | Wschodnia   | 15           | Atlantic | 5           | 23              | 59              | |
| 2006/07         | NBA  | Wschodnia   | 12           | Atlantic | 4           | 33              | 49              | |
| 2007/08         | NBA  | Wschodnia   | 14           | Atlantic | 5           | 23              | 59              | |
| 2008/09         | NBA  | Wschodnia   | 14           | Atlantic | 5           | 32              | 50              | |
| 2009/10         | NBA  | Wschodnia   | 11           | Atlantic | 3           | 29              | 53              | |
| 2010/11         | NBA  | Wschodnia   | 6            | Atlantic | 2           | 42              | 40              | Porażka w 1. rundzie z Boston Celtics (0-4) |
| 2011/12         | NBA  | Wschodnia   | 7            | Atlantic | 2           | 36              | 30              | Porażka w 1. rundzie z Miami Heat (1-4) |
| 2012/13         | NBA  | Wschodnia   | 2            | Atlantic | 1           | 54              | 28              | Wygrana w 1. rundzie z Boston Celtics (4-2) Porażka w półfinale Konf. z Indiana Pacers (2-4)                                                                                            |
| 2013/14         | NBA  | Wschodnia   | 9            | Atlantic | 3           | 37              | 45              | |
| 2014/15         | NBA  | Wschodnia   | 15           | Atlantic | 5           | 17              | 65              | |
| 2015/16         | NBA  | Wschodnia   | 13           | Atlantic | 3           | 32              | 50              | |
| 2016/17         | NBA  | Wschodnia   | 12           | Atlantic | 3           | 31              | 51              | |
| 2017/18         | NBA  | Wschodnia   | 11           | Atlantic | 4           | 29              | 53              | |
| 2018/19         | NBA  | Wschodnia   | 15           | Atlantic | 5           | 17              | 65              | |
| 2019/20         | NBA  | Wschodnia   | 12           | Atlantic | 5           | 21              | 45              | |
| 2020/21         | NBA  | Wschodnia   | 4            | Atlantic | 3           | 41              | 31              | Porażka w 1. rundzie z Atlanta Hawks (1-4) |
| 2021/22         | NBA  | Wschodnia   | 11           | Atlantic | 5           | 37              | 45              | |
| 2022/23         | NBA  | Wschodnia   | 5            | Atlantic | 3           | 47              | 35              | Wygrana w 1. rundzie z Cleveland Cavaliers (4-1) Porażka w półfinale Konf. z Miami Heat (2-4)                                                                                           |
| 2023/24         | NBA  | Wschodnia   | 2            | Atlantic | 2           | 50              | 32              | Wygrana w 1. rundzie z Philadelphia 76ers (4-2) Porażka w półfinale Konf. z Indiana Pacers (3-4)                                                                                        |
| 2024/25         | NBA  | Wschodnia   | 3            | Atlantic | 2           | 51              | 31              | Wygrana w 1. rundzie z Detroit Pistons (4-2) Wygrana w półfinale Konf. z Boston Celtics (4-2) Porażka w finale Konf. z Indiana Pacers (2-4)                                             |